# محاصره دمشق (۱۱۴۸)
محاصرهٔ دمشق نبردی بود که از تاریخ ۲۴ تا ۲۹ ژوئیه سال ۱۱۴۸ میلادی میان صلیبیون و بوریان (اتابکان دمشق) در خلال جنگ دوم صلیبی به وقوع پیوست که در انتها منجر به شکست صلیبیون و از هم پاشیدن جنگ صلیبی دوم شد. دو نیروی بزرگ و اصلی که با فرمان پاپ اوژن سوم و دعوت برنارد کلروو برای برپایی جنگ صلیبی دوم به سرزمین مقدس اردوکشی کرده بودند، توسط لوئی هفتم، پادشاه فرانسه، و کنراد سوم، امپراتور مقدس روم رهبری می‌شدند. هر دو نیرو در طول حرکت در آناتولی به سمت سرزمین مقدس دچار وقایع فاجعه‌آمیزی شدند که منجر به از بین‌رفتن قسمت زیادی از قوایشان گشت. نخستین هدف صلیبیون بازپس‌گیری ادسا (اورفا) تعیین شده‌بود، اما هدف پادشاه اورشلیم، بالدوین سوم، و شوالیه‌های معبد، دمشق بود. سرانجام در شورای عکا، اشراف پادشاهی فرانسه، آلمان و اورشلیم تصمیم گرفتند که عازم دمشق شوند.
جنگجویان صلیبی تصمیم گرفتند تا از غرب، جایی که باغ‌های میوه غوطه آذوقه شهر را تأمین می‌کرد، به دمشق حمله کنند. آن‌ها به محض رسیدن به پشت دیوارهای شهر، محاصره را آغاز و از چوب درختان باغات برای تأمین ادوات محاصره استفاده کردند. جنگجویان صلیبی در ۲۷ ژوئیه تصمیم به یورش از سمت شرقی شهر که استحکامات نظامی آن ضعیف‌تر از سایر بخش‌ها بود، گرفتند. اما با رسیدن نورالدین زنگی همراه نیروهای کمکی، راه آنها با موقعیت ابتدایی‌شان قطع شد. با این وضعیت و انصراف اشراف و اربابان صلیبی، سه پادشاه به ناچار تن به عقب‌نشینی و رها کردن محاصره دادند و سرانجام تمام ارتش صلیبی بدون دستاورد خاصی در ۲۸ ژوئیه به سمت اورشلیم عقب‌نشینی کرد.

## پیش‌زمینه
نخستین خصومت و برخورد میان صلیبیون و خاندان بوری، اتابکان شهر دمشق، در نخستین یورش‌های سال ۱۱۲۵ میلادی شکل گرفت و منتهی به نبرد مرج‌الصفر در سال ۱۱۲۶ شد که در آن صلیبیون با وجود شکست‌دادن ارتش بوریان در میدان نبرد، موفق به فتح شهر دمشق نشدند. در سال ۱۱۲۹، صلیبیون بار دیگر برای تصرف شهر اقدام کردند و در نزدیکی پل چوبی (جسر الخشب) در داریا در جنوب‌غربی شهر مستقر شدند، اما محاصره شهر ناموفق بود و پس از لشکرکشی به سمت جنوب، در نزدیکی حوران شکست خوردند. علاوه بر آن ارتش صلیبی به دلایل جوی همچون تندباد و رعدوبرق دیگر نتوانست به پیشروی خود در منطقه ادامه دهد و سرانجام به اورشلیم بازگشت. با این حال میکائیل سریانی با استناد به وقایع‌نامه باسیل بر شومنا، بیان داشته که بوریان در ازای عقب‌نشینی صلیبیون از دمشق، علاوه بر ۲۰ هزار دینار غرامت جنگ، باید سالیانه به پادشاهی اورشلیم خراج می دادند. با وجود اینکه صلیبیون در فتح دمشق ناکام ماندند اما در زمان عقب‌نشینی توانستند بانیاس را به قلمروی پادشاهی اورشلیم ضمیمه کنند.
در سال ۱۱۴۰، معین‌الدین انر،اتابک و امیر دمشق، برای جلب حمایت و کمک برای مقابله با خطر عمادالدین زنگی، مؤسس سلسله زنگیان، که درصدد فتح دمشق بود، به اورشلیم رفت و با فولک پادشاه اورشلیم دیدار کرد. وی در جریان این دیدار بار دیگر کنترل شهر بانیاس را به پادشاهی اورشلیم داد تا بتواند اعتماد آنها را جلب کند.
در سال ۱۱۴۷، بالدوین سوم، پادشاه اورشلیم، پس از دعوت امیر بصری، آلتونتاش، که با معین‌الدین انر، حاکم دمشق، درگیر شده بود، همراه با ارتش خود عازم بصری در جنوب دمشق شد. با این شرایط، صلیبیون امید زیادی به فتح بصری داشتند، اما وقتی با مقاومت همسر آلتونتاش روبه‌رو شدند، شوق خود را برای تصرف این شهر از دست دادند. و در نهایت بالدوین نیز با توجه به شرایط پیش‌آمده دستور به عقب‌نشینی داد.

### جنگ صلیبی دوم

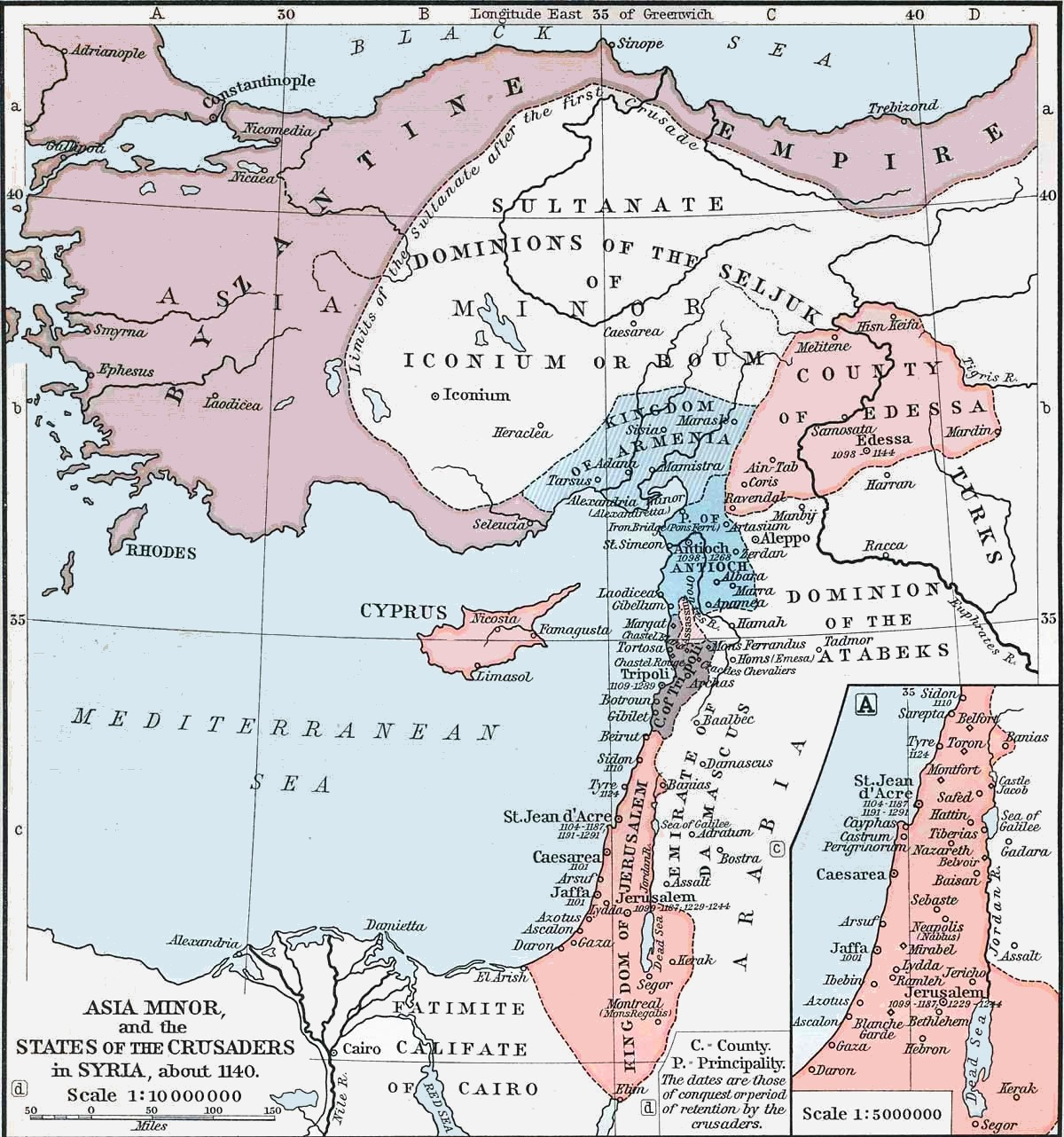
جنگ صلیبی دوم که برای بازپس‌گیری ادسا آغاز شده بود، پس از شورای عکا و تلاش بالدوین، به سمت دمشق منحرف شد.

دو ارتش اصلی حرکت خود را در پی فراخوان پاپ اوژن سوم و دعوت برنارد کلروو برای آغاز جنگ دوم صلیبی به فرماندهی کنراد سوم و لوئی هفتم به سمت اراضی مقدس آغاز کردند. نیروهای کنراد شامل بولسلاو چهارم، دوک لهستان، ولادیسلاو دوم، دوک بوهم و فردریش شوابن، برادر زاده‌اش که بعدها با نام فردریش بارباروسا به امپراتوری رسید، بود. آغاز این جنگ صلیبی در پی سقوط ادسا در ۲۴ دسامبر ۱۱۴۴ اعلام شد. جنگجویان صلیبی از میان اروپا حرکت خود را آغاز کردند و سرانجام در سپتامبر و اکتبر ۱۱۴۷ به قسطنطنیه رسیدند.
هر دو ارتش پس از آغاز حرکت مجدد از سمت قسطنطنیه، در منطقه آناتولی دچار حوادثی همچون نبرد دورلیوم شدند که منجر به از بین رفتن بخشی از سپاهیان آنها شد. لوئی در این شرایط سربازانش را در میانه راه رها کرد و به‌وسیلهٔ کشتی به سمت شاهزاده‌نشین انطاکیه که عموی همسرش الینور، شاهزاده ریموند، بر آن حکم می‌راند، حرکت کرد. ریموند از لوئی انتظار داشت که او را برای دفاع در برابر ترک‌های سلجوقی کمک کند و همچنین او را برای اردوکشی علیه حلب که در اختیار مسلمانان بود و دروازه‌ی ادسا محسوب می‌شد، یاری برساند، اما لوئی نپذیرفت و ترجیح داد به جای تمرکز بر جنبه نظامی جنگ صلیبی، زیارت خود را با رفتن به اورشلیم به اتمام برساند. کنراد که در میانه راه بیمار گشته بود، به قسطنطنیه بازگشت اما پس از بهبودی عازم اراضی مقدس شد و در اوایل آوریل ۱۱۴۸ به شهر اورشلیم رسید. تمرکز صلیبیون از همان ابتدا بازپس‌گیری ادسا بود، اما بالدوین سوم، پادشاه اورشلیم، و همچنین شوالیه‌های معبد، درصدد فتح دمشق بودند نه ادسا.

### شورای عکا
در ۲۴ ژوئن، شورای عکا با درخواست دیوان عالی اورشلیم در بندر عکا برگزار شد. این مهم‌ترین جلسه از بدو تأسیس دیوان عالی در پادشاهی اورشلیم بود: کنراد، اوتو فرایزینگ، هنری دوم، ولف ششم، فریدریش بارباروسا و ویلیام پنجم به نمایندگی از امپراتوری مقدس روم حضور داشتند؛ لوئی هفتم، تیری آلزاس و شمار دیگری از فرماندهان و اربابان نمایندهٔ پادشاهی فرانسه بودند؛ و بالدوین سوم، ملیساند، پاتریارک فولک، روبرت دو کراون (استاد بزرگ شوالیه‌های معبد)، ریموند دو پوی (استاد بزرگ شوالیه‌های مهمان‌نواز)، ماناسس هیرژ (پاسبان اورشلیم)، هومفری دوم تورون، فیلیپ مایلی، والتر یکم گرنیر و باریسان بالین از جانب پادشاهی اورشلیم حضور داشتند. با این حال هیچ شخصی از شاهزاده‌نشین انطاکیه، کنت‌نشین تریپولی و حتی کنت‌نشین نابودشدهٔ ادسا در این شورا حضور نداشتند. در همین شورا بود که لوئی و کنراد متقاعد شدند که نیروهای صلیبی به دمشق یورش برند.
برخی از بارون‌های پادشاهی اورشلیم در شورا اذعان داشتند که یورش به دمشق به دلیل اتحاد آنها با خاندان بوری و دشمنی آن خاندان با زندگیان عاقلانه نیست. زیرا در سال ۱۱۴۰، عمادالدین زنگی شهر را محاصره کرده بود و معین‌الدین انر به‌عنوان وزیر مجیرالدین جوان، با صلیبیون برای اتحاد و مقابله با زنگیان از طریق اسامة بن منقذ، مذاکره کرده بود. کنراد، لوئی و بالدوین اصرار به چنین یورشی داشتند و مدعی بودند که دمشق شهر مقدسی برای مسیحیان است و همچون اورشلیم و انطاکیه، هدیه‌ای ویژه برای مسیحیان اروپا به شمار می رود. در ژوئیه، ارتش نیروهای صلیبی در طبریه گرد هم آمدند تا از طریق دریاچه طبریه و از مسیر بانیاس به سمت دمشق حرکت کنند. براساس گفته منابع ارتش صلیبی حدود ۵۰ هزار نفر برآورد شده‌است.
با توجه به تغییر سیاست‌های خارجی خاندان بوری و نزدیکی بیش از پیش آنها به زنگیان و همچنین یورش بالدوین سوم برای فتح دمشق قبل از جنگ دوم صلیبی — که به روابط میان صلیبیون و بوریان آسیب وارده کرده بود — حمله صلیبیون به دمشق از نظر عمومی و مورخانی همچون مارتین هوچ غیرقابل اجتناب بود.

## ناکامی در دمشق

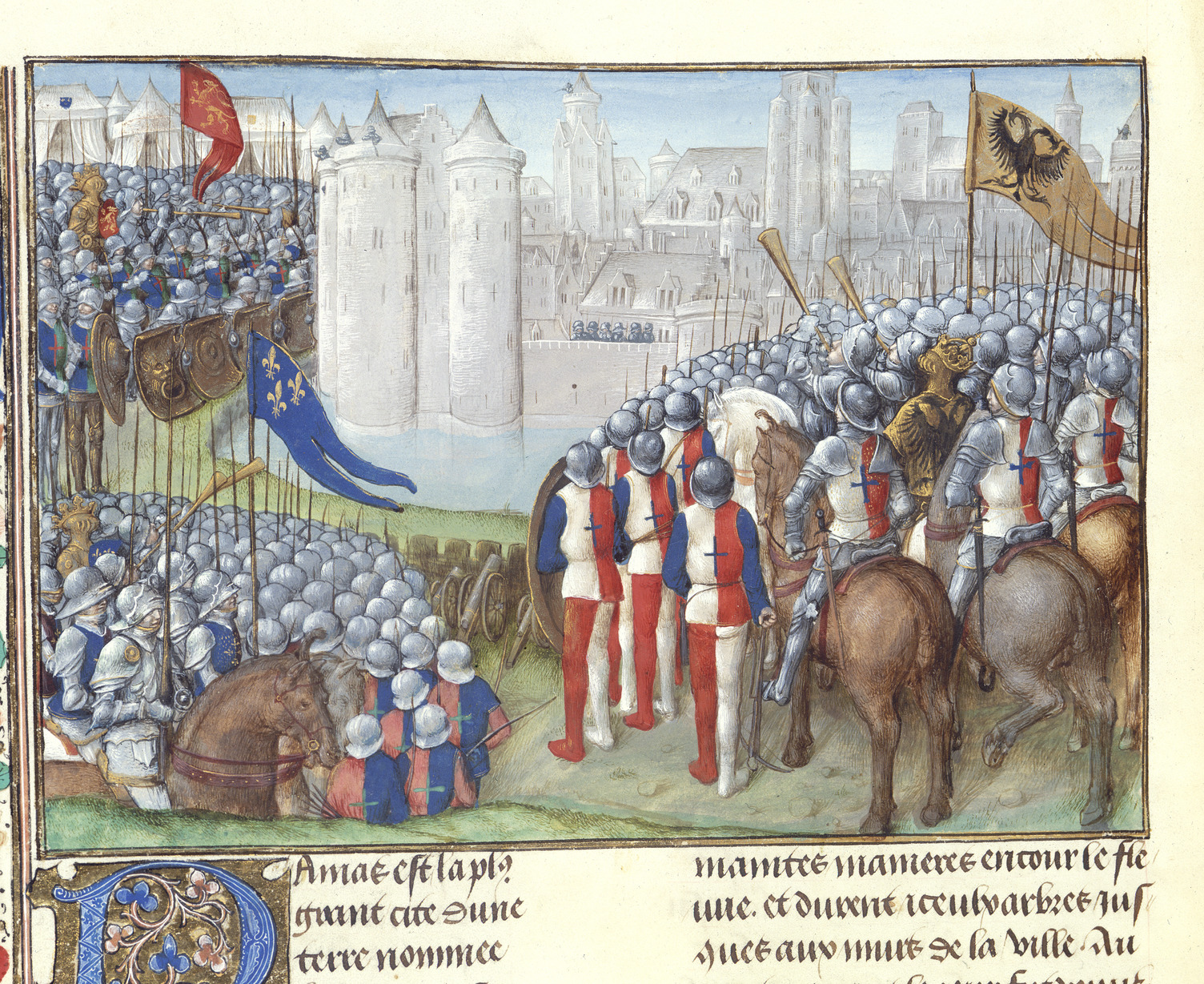
صلیبیون در حال محاصره‌کردن دمشق

صلیبیون تصمیم گرفتند که از سمت غرب به سمت شهر حمله کنند جایی که باغات غوطه منابع غذایی شهر را تأمین می‌کردند. نیروها در ۲۳ ژوئیه به داریا رسیدند و پس از آنها ارتش لوئی و کنراد وارد منطقه شدند. با این حال باغات پرتراکم مانع جدی برای پیشروی نیروهای صلیبی بود. براساس گفتهٔ ویلیام صوری، صلیبیون برای نبرد آماده شدند:
 در داریا، زمانی که شهر بسیار نزدیک [به ارتش صلیبی] بود، فرماندهان نیروهای خود را برای محاصره و نبرد سازماندهی کردند و محل و جایگاه گردان‌ها و گروه‌ها را برای پیشروی در نظر گرفتند. با توجه به آشنایی نیروهای اورشلیم به منطقه، آنها در جلوی سپاه قرار گرفتند تا ابتدا آنها پیشروی به سمت شهر را آغاز کنند. پس از آنها نیروهای فرانسوی در ردیف دوم قرار گرفتند تا در صورت نیاز به نیروهای پیشرو کمک کنند و درآخر نیروهای امپراتوری مقدس روم مستقر شدند تا در صورت مقاومت نیروهای شهر وارد عمل شده یا در صورت حمله از پشت، مانع از ضربه آنها به نیروهای پیشرو شوند.

### ۲۴ ژوئیه

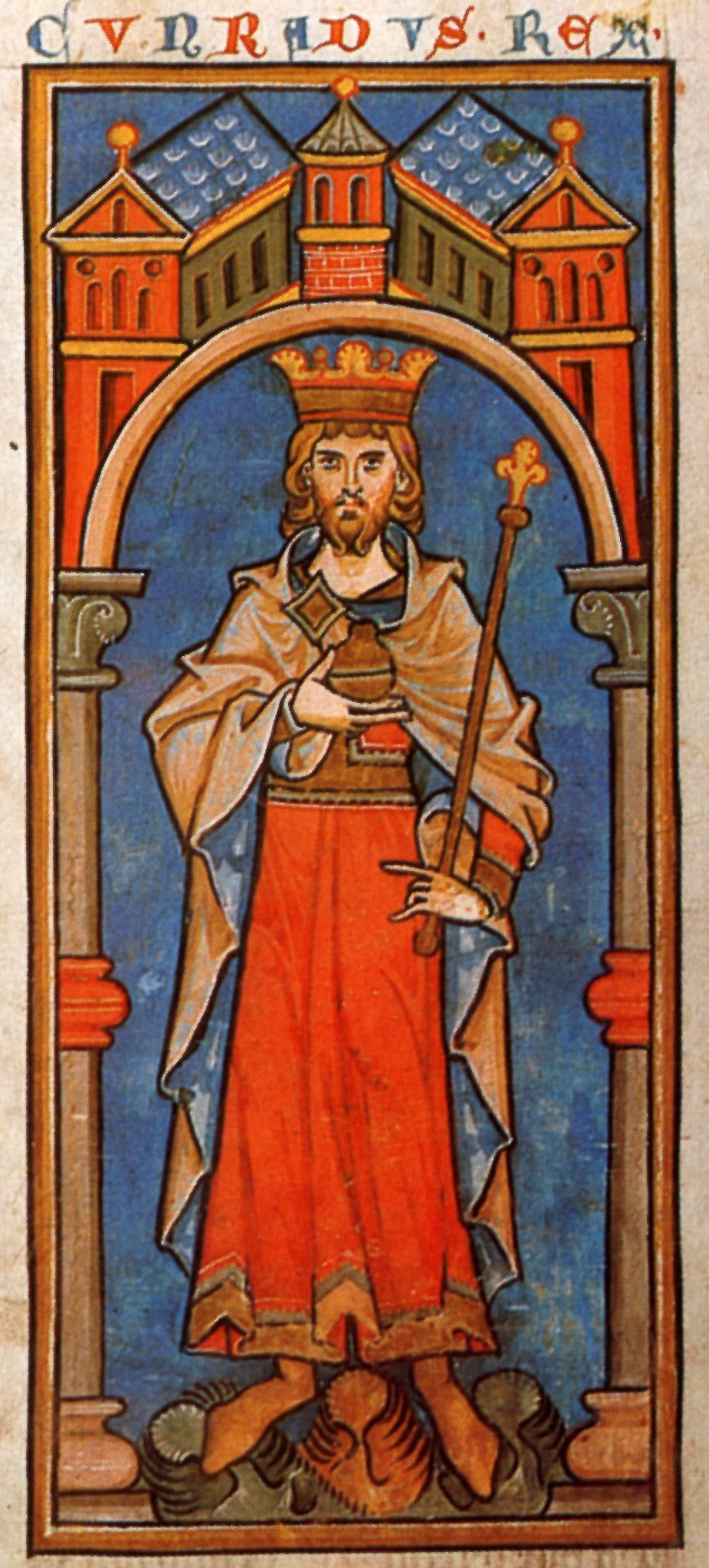
مینیاتور قرن سیزدهمی کنراد سوم، پادشاه صلیبی روم

بامداد شنبه ۲۴ ژوئیه، صلیبیون حمله خود را از کناره رود بَرَدَی تا رَبْوِه آغاز کردند. نیروهای مسلمان شهر نیز با اطلاع از پیشروی صلیبیون، آماده شده و حملات خود را از میان باغات حومه شهر دمشق آغاز کردند. باغات از جانب برج و دیوارهای شهر به خوبی محافظت می‌شد و صلیبیون بی‌وقفه از مسیرهای باریک میان باغات به سمت نیروهای مسلمان و نیروهای مدافع شهر تیراندازی می‌کردند. نبرد شدیدی میان نیروهای صلیبی و ترکیبی از نیروها حرفه‌ای دمشق، شبه‌نظامیان اَحْداث و مزدوران ترکمن در باغات و مسیرهای باریک در مَزَّه درگرفت. ویلیام صوری در این رابطه گزارش می‌دهد:
سواره‌نظام شهر و آنهایی که برای کمک به آنها آماده بدند، وقتی متوجه حرکت ما [سپاه صلیبی] از میان باغات برای محاصره‌کردن شهر شدند، به سمت رودخانه‌ای که به سمت شهر جاری بود، رفتند و در عین حرکت خود با کمان و تیراندازی از سرعت پیشروی و حمله صلیبیون می‌کاستند. کنراد با مشاهده متوقف شدن سپاه و عدم پیشروی نیروها علت را جویا شد. وقتی به وی گفتند که نیروهای شهر در رودخانه مستقر و مانع از پیشروی ارتش صلیبی شدند، برآشفت و به همراه شوالیه‌های خود به سمت نیروهای دشمن که درصدد به‌دست گرفتن کنترل رودخانه بوند، تاخت. در شرایط بحرانی پیش‌آمده، به رسم تتون‌ها، کنراد به همراه شوالیه‌هایش از اسب پیاده شدند و پیاده به سمت دشمن بورش بردند. ...
دیوید نیکول در کتاب خود بیان داشته که ویلیام صوری توضیحی در رابطه پیشروی کنراد و شوالیه‌هایش به سمت رودخانه بدون برهم ریختن آرایش نظامی ارتش صلیبی نداده‌است. اما به لطف یورش کنراد، صلیبیون توانستند نیروهای دمشق را از رودخانه به درون شهر عقب برانند.
در همین رابطه ابوشامه، تاریخ‌نگار مسلمان، بیان داشته:
با وجود کثرت شبه‌نظامیان احداث، ترکان، و داوطلبان و مدافعان شهر که از نواحی دیگر به دفاع به شهر پیوسته بودند، نیروهای مسلمان منکوب تعداد نیروهای دشمن شده و شکست خوردند. صلیبیون پس از شکست نیروهای مسلمان، از رودخانه عبور کرده و در میان باغات غوطه اردوگاه خود را برپا کردند … و فرانک‌ها، درختان را برای ایجاد حصار بریدند.
نیروهای صلیبی بلافاصله پس از رسیدن به دیوارهای شهر، با استفاده از چوب درختان باغات غوطه محاصره دمشق را آغاز کردند. صلیبیون نخستین حمله خود را از سمت حومه فرادیس آغاز کردند. همچنین صلیبیون ساخت ادوات محاصره از سمت باب جابیه، جایی که بردی از دمشق عبور نمی‌کرد، آغاز کردند. در داخل شهر نیز مردم، ضمن بستن خیابان‌های شهر، خود را برای درگیری خیابان به خیابان با نیروهای صلیبی آماده کردند. اُنر، امیر شهر، که از سیف‌الدین غازی، امیر موصل، و نورالدین زنگی، امیر حلب، تقاضای کمک کرده بود، به سمت صلیبیون بیرون از دیوار شهر یورش برد و آنها را تا باغات غوطه عقب راند، جایی که نقطه مناسبی برای کمین‌کردن بود.

### ۲۵ ژوئیه
طی ضدحمله اُنر در روز یکشنبه ۲۵ ژوئی، نیروهای دمشق متحمل تلفات زیاد شدند و افرادی همچون یوسف فندلاوی، عارف و صوفی، و نورالدوله شاهنشاه جز کشته‌های نیروهای دمشق بودند. اواخر روز ۲۵ ژوئیه، صلیبیون اردوگاه خود را در میدان الاخضر (برامکه امروزی) برپا کردند، جایی که محل تمرین سواره‌نظام در شهر دمشق بود. ابن قلانسی این روز را اینچنین روایت می‌کند:
یکشنبه بود، و از سپیده‌دم، ساکنان شهر دسته‌دسته خارج می‌شدند و این کارشان تا غروب ادامه یافت تا این که همه از رمق افتادند. آن‌گاه، هر یک به مواضع خود بازگشتند. ارتش دمشق شب را در برابر فرنگی‌ها گذارند و شهروندان روی دیوارها به نگهبانی و مراقب پرداختند، چون دشمن را خیلی نزدیک خودشان می‌دیدند.

### ۲۶ ژوئیه
مدافعان شهر دمشق برای دفع حمله از سمت شمال شهر، به سمت صلیبیون یورش بردند و با وجود درگیری شدید، موفق شدند ناحیه شمالی را پاکسازی کنند تا نیروهای کمکی از سمت لبنان و سیف‌الدین بتوانند وارد شهر شوند. طبق گفته ابن قلانسی، این نیروها شامل تعداد کثیری از کمانداران دره بقاع بود که باعث شد نیروهای مدافع شهر تقویت شوند. طبق گفته ابوشامه، طی یورش به اردوگاه صلیبیون در ۲۶ ژوئیه:
گروه کثیری از روستایین و ساکنان شهر با نگهبانان اردوگاه صلیبیون درگیر شدند و بدون نگرانی از خطر صلیبیون، تمامی آنها را کشتند و سر آنها را جمع‌آوری کردند. تعداد سرهایی که آنها جمع کرده بودند، قابل توجه بود.
به روایت ابن اثیر، با نزدیک شدن نیروهای کمکی، معین‌الدین انر پیامی به صلیبیون حاضر در محاصره و پیامی به دیگر صلیبیون مستقر شام ارسال می‌کند. برای گروه اول از زبانی ساده و سرراست استفاده می‌کند: «شاه شرق می‌رسد؛ اگر شما از این جا نروید، من شهر را به وی تسلیم می‌کنم و شما از آن متأسف خواهید شد.» برای گروه دیگر نیز از زبان دیگری استفاده می‌کند: «دیوانه شده‌اید که به اینها علیه ما کمک می‌کنید؟ هنوز درک نکرده‌اید که اگر آنها در دمشق پیروز شوند، سعی خواهند کرد شهرهایتان را از چنگ‌تان خارج کنند؟ اما من، اگر نتوانم از شهر دفاع کنم، آن را تسلیم سیف‌الدین خواهم کرد، و شما خوب می‌دانید که اگر او شهر را بگیرد، شما دیگر نخواهید توانست در شام بمانید».

### ۲۷ ژوئیه
نیروهای صلیبی تمامی تمرکز خود را متوجه بخش شرقی و جنوبی شهر و دروازه باب الصغیر کرده بودند، جایی که ضعیف‌ترین نقطه شهر از نظر استحکامات بود و از آجرهای گِلی ساخته شده بود. طبق گفتهٔ ویلیام صوری، در روز ۲۷ ژوئیه، صلیبیون تصمیم گرفتند که به سمت دشت سمت شرقی دمشق، مقابل باب توما و باب الشرقی، بروند که از نظر استحکامات و نیروهای مدافع ضعیف‌تر بود. با این حال از نظر غذا و آب در قیاس با باغات غوطه دسترسی کمتری داشتند.
ف 
در هر دو جبهه درگیری‌هایی وجود داشت: اُنر از یک سوی، به سیف‌الدین غازی و نورالدین زنگی، امیران زنگی، اعتماد نداشت چرا که ممکن بود پس از پایان جنگ، دمشق را به نفع خود فتح کنند؛ و از سوی دیگر صلیبیون هنوز بر سر آن که چه کسی به عنوان حاکم دمشق ــ در صورت تصرف آن ــ انتخاب شود، اختلاف داشتند. گی یکم بریسبار، ارباب بیروت، پیشنهاد اربابان و بارون‌های محلی و پادشاهی اورشلیم بود اما تیری آلزاس، کنت فلاندرز، حکومت دمشق را برای خود می‌خواست و از جانب بالدوین، لوئی و کنراد حمایت می‌شد. طبق گفتهٔ ویلیام صوری، این اختلافات در نهایت به شکست صلیبیون منتهی شد: «بارون‌های محلی ترجیح می‌دادند دمشق در دست خاندان بوری باقی بماند تا آن که کنت دیگری کنترل آن را در دست بگیرد.» در نتیجه تمام تلاش خود را کردند تا این اتفاق میسر نشود. بدین ترتیب محاصره شکست خورد. همچنین گزارش‌هایی وجود دارد که اُنر ضمن دادن رشوه به برخی از بارون‌ها و فرماندهان، قول داده‌است که روابط خود با زنگیان را پس از پایان‌یافتن محاصره قطع کند.

### ۲۸ ژوئیه
نورالدین زنگی و سیف‌الدین غازی که در این زمان به حمص رسیده بودند، مذاکرات خود را برای تصرف دمشق با اُنر آغاز کردند، چیزی که نه صلیبیون خواستار آن بودند و نه معین‌الدین اُنر. همچنین سیف‌الدین غازی طی نامه‌ای از صلیبیون خواست که با اورشلیم بازگردند چراکه با حضور نورالدین زنگی، موقعیت بهتری نصیب آنها نخواهد شد. بارون‌های محلی صلیبی نیز از ادامه محاصره امتناع کردند و در این شرایط ۳ پادشاه راهی جز رها کردن محاصره و عقب‌نشینی به سمت اورشلیم نداشتند. ابتدا کنراد و پس از آن مابقی ارتش صلیبی در ۲۸ ژوئیه تصمیم به عقب‌نشینی به سمت اورشلیم گرفتند. اگرچه در مسیر بازگشت توسط سواران کماندار ترک مورد حمله قرار گرفتند. تاریخ‌نگارانی همچون رالف کوگشالی، جان سالزبری و تاریخ‌نویس وورتسبورگ بیان داشته‌اند که زمانی محاصره رها شد که شوالیه‌های معبد رشوهٔ معین‌الدین انر را پذیرفتند، در حالی که ویلیام صوری و میکائیل سریانی به این موضوع اشاره کرده‌اند که سکه‌های داده‌شده از جنس مس بودند نه طلا.
تاریخ‌نگار انگلیسی، هنری هانتینگدون، این لشکرکشی را به‌شکل خلاصه چنین بیان داشته:
سال ۱۱۴۸. در این سال، ارتش امپراتور آلمان و پادشاه فرانسه نابود شدند. اگرچه آنها لشکرکشی خود را زیر نظر بزرگترین رهبران و فرماندهان با اعتماد به نفس بالا آغاز کرده بودند اما خداوند آنها را تحقیر کرد … چرا که آنها در فحشا، دزدی و هر نوع شرارت را باز گذاشته بودند … ابتدا با رفتاری دروغین در برخورد با امپراتور بیزانس، قحطی کشیدند و در پس آن با شمشیر دشمن نابود شدند. پادشاه لوئی و امپراتور کنراد پس از شکست به مابقی نیروهای خود در انطاکیه و سپس به اورشلیم پناه بردند. پادشاه برای احیای شهرت درصدد حمله‌ای دیگر برآمد اما به‌دلیل نداشتن لطف الهی، شکست خورد و به فرانسه بازگشت.

## پیامدها

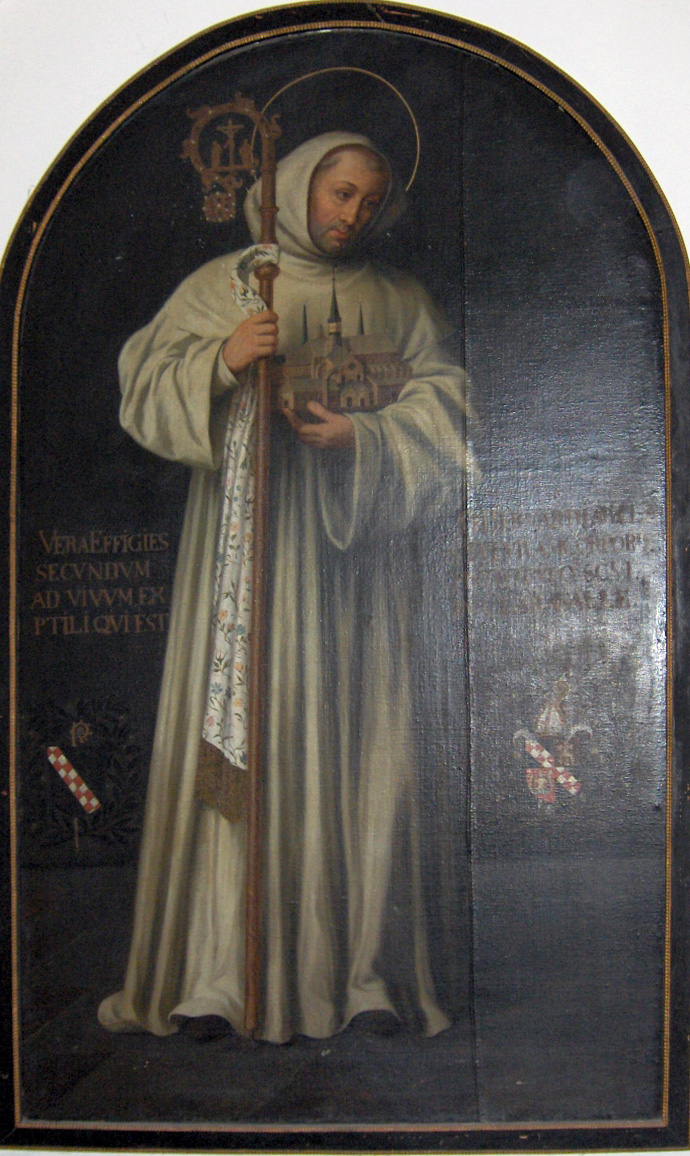
برنارد کلروو از جمله افرادی بود که در پی شکست تحقیر گشت.

هر یک از نیروهای صلیبی حس می‌کردند که از جانب دیگری به آنها خیانت شده‌است. پس از آن، نقشه جدیدی برای حمله به اشکلون ریخته شد اما به دلیل عدم اعتماد به فرماندهان صلیبی به‌خاطر شکست در دمشق، این نقشه کنار گذاشته شد. این بی‌اعتمادی و شکست برای یک نسل در میان صلیبیون باقی ماند و در نهایت به نابودی و ویرانی پادشاهی‌های صلیبی در اراضی مقدس منجر شد. به دنبال کنار گذاشتن نقشه یورش به اشکلون، کنراد به قسطنطنیه بازگشت تا اتحاد خود را با امپراتور بیزانس، مانوئل یکم، تقویت کند. همچنین در نتیجه حمله صلیبیون به دمشق، اتحاد میان پادشاهی اورشلیم و معین‌الدین انر شکسته شد و در نهایت در سال ۱۱۵۴ نورالدین زنگی دمشق را به قلمرو زنگیان اضافه کرد. برنارد کلروو نیز زمانی که برای آغاز جنگ جدیدی صلیبی تلاش کرد، تحقیر شد؛ بنابراین، سعی کرد نقش خود را در شکست مفتضحانهٔ جنگ صلیبی دوم از بین ببرد.
در جبهه مسلمانان، معین‌الدین انر یک سال پس از پیروزی درخشانش در دمشق درگذشت. به روایت ابن قلانسی، «یک روز که بنا به عادتش پرخوری کرده بود، دچار کسالت می‌شود. معلوم می‌شود که به اسهال مبتلا شده‌است. ... بیماری مهلکی که به‌ندرت از آن رهایی می‌یابند.» پس از مرگ معین‌الدین انر، شخص جوانی به نام اَبَک، از نوادگان طغتکین، کنترل شهر را در دست می‌گیرد. با این حال از نظر امین معلوف، برنده واقعی این نبرد، نورالدین زنگی است؛ وی پس از شکست ریمون، شاهزاده انطاکیه، در نبرد اناب در ژوئن ۱۱۴۹ و دور کردن خطر و تهدید صلیبیون از شمال شام، تمرکز خود را برای جهت تحقق یافتن آرزوی پدرش، عمادالدین زنگی، یعنی تصرف شهر دمشق، صرف می‌کند. با این حال وی با وجود تلاش‌های فراوان تا سال ۱۱۵۴ موفق به فتح این شهر نمی‌شود.

### میراث
یکی از فرانسوی‌های شرکت‌کننده در جنگ صلیبی دوم در حین محاصره دمشق در سال ۱۱۴۸، گل رز دمشقی (گل محمدی) را از سوریه به اروپا برد. همچنین صلیبیون در حین محاصره شهر، نماد گل زنبق را بر روی سنگی در خارج از باب الشرقی حک کردند و مقداری سکه از خود در خندق شهر برجای گذاشتند. همچنین در دوره قیمومت فرانسه بر سوریه پس از جنگ جهانی نخست، آنها زندان مزه را در همان مکانی صلیبیون اردوگاه خود را برپا کرده بودند، بنا کردند تا محل نگهداری مبارزان ضد استعمار فرانسه و زندانیان سیاسی باشد.

## برای مطالعهٔ بیشتر
- The Damascus Chronicle of the Crusaders, extracted and translated from the Chronicle of Ibn al-Qalanisi. Edited and translated by H. A. R. Gibb. London, 1932.